# Anoectangium torquatum
Anoectangium torquatum là một loài rêu trong họ Pottiaceae. Loài này được (Hook.) Steud. mô tả khoa học đầu tiên năm 1824.